# Комедия нравов
Коме́дия нра́вов или коме́дия хара́ктеров — драматургический жанр, в котором источником комизма является внутренняя суть характеров и нравов, смешная и уродливая однобокость, гипертрофированная черта или страсть (порок, недостаток). Очень часто комедия нравов является сатирической комедией, которая высмеивает все эти человеческие качества.
Классический пример — «Тартюф» Мольера, а также «Власть денег» Октава Мирбо. В этом жанре писал свои пьесы «Школа злословия» и «Соперники» Р. Шеридан, а также А. С. Грибоедов (ярким образцом его творчества является «Горе от ума»), Д. И. Фонвизин «Недоросль» и «Бригадир».
Этот драматургический жанр получил широкое распространение в Италии: Никколо Макиавелли высмеивал ханжество монаха и глупость учёного в «Мандрагоре» (1518), Пьетро Аретино — лицемерие в «Лицемере» (1542).
В испанском театре комедия нравов в дворянской среде получила название «комедии плаща и шпаги» (исп. comedia de сара у espada) 
Название происходит от костюмов актёров, которые исполняли свои роли в дворянской одежде при шпагах.
В Англии первой комедией нравов принято считать пьесу Шекспира «Много шума из ничего», а особо значительное развитие жанр получил в период Реставрации Стюартов (1660—1688 гг.).
Известные представители жанра — «Пигмалион» Бернарда Шоу и «Дживс и Вустер» П. Г. Вудхауса, экранизации и постановки их произведений увидели свет в XX веке.
Элементы комедии нравов прослеживаются в фильмах с участием музыкантов группы The Beatles «Вечер трудного дня» (1964) и «На помощь!» (1965).